# Casa Amaré
Casa Amaré és un restaurant de Roquetes (Baix Ebre), propietat en els seus inicis de Joan Amaré Zaragoza i Pilar Gisbert Subirats, fundat l'any 1940. Negoci familiar, després va ser gestionat el seu fill Joan Amaré Gisbert junt amb la seva muller Anna Maria Ramon Salvador i actualment se n'ocupa el net Joan Amaré Ramon. Realitzen un tipus de cuina tradicional, de l'horta i de la muntanya, on es reflecteixen els costums rurals i urbans de la zona. La Guia Michelin inclou el restaurant a les seves pàgines amb la distinció Bib Gourmand.

## Història
Després la Guerra Civil, Joan Perolada obrí un cafè al local on havia estat el Sindicat Agrícola Catòlic amb el nom de cafè del Sindicat. Els baixos del Sindicat formen un gran local, un pis superior i, encara, als baixos ocupant el fons de l'immoble un teatre de regulars proporcions. Al cap de poc passà a mans de Joan Amaré, amb el nom de Cafè Bar Avenida (actualment restaurant Amaré), popularment conegut com el Cafè de Moixó. A causa de la seva ubicació, va convertir-se en el centre de celebracions socials i familiars.
Joan Amaré Zaragoza i Pilar Gisbert Subirats es casen el 17 juny 1942. El 13 setembre de 1943 neix la seva primera filla, M. Pilar. L'any 1946 neix el seu fill, Joan. L'any 1944 compren el primer dels diversos pianos que arribaran a comprar. La consideració professional que han adquirit Joan i Pilar, el Cafè de Moixó, reconegut oficialment amb aquest nom el 26 de maig de 1945 tot coincidint amb les Festes Majors de Roquetes, es demostra l'any 1955 amb la celebració d'Oficial de Postres que promou l'Ajuntament de Tortosa.
Els dos germans, M. Pilar i Joan actuen musicalment a l'hora del vermut. El duo progressa i se'ls uneix Joan Aragonés amb l'acordió i cantant. Tots tres formaran el Trio Juvenil. Més tard s'uneix Josep Garnica. Les actuacions del Trio Juvenil duren del 1958 fins al 1963. Durant aquestes actuacions, Joan i M. Pilar coneixen Xavier Rodríguez i Anna Ramón. Aquesta última i Joan es fan amics i la relació és cada cop més afectiva. El 8 de juliol de 1964 es casa M. Pilar amb Xavier i la seva primera filla, Sílvia, neix el 7 de desembre de 1965. La seva segona filla neix el 2 de febrer de 1970, Alícia.
El 28 de març de 1967 el jove Joan ha d'anar a fer el servei militar a Reus. Als cinc dies forma part de la banda de música, com a caixa. Al cap d'un mes, el fan cuiner del Pavelló de Suboficials. Els seus pares, estan contents però neguitosos, amb ganes que acabi el servei per tornar a casa. Joan i Pilar tenen bons amics així que el traslladen a l'Observatori de l'Ebre on el 13 d'octubre de 1968 va per darrera vegada a Reus a recollir la llicència. Joan i Anna es casen el 3 d'octubre a l'església de Roquetes, el Pare Cardús i el germà Villarroya de l'Observatori fan la cerimònia.
A la dècada dels anys 1970 ofereix el «típic variat de casa nostra», un aperitiu que aplega anxoves, navalles, escopinyes de gallet, musclos i olives. Que es posarà de moda i durarà fins a l'actualitat. Després dona un pas més i ofereix les tapes de cuina com tripes, baldanes, calamars, entre d'altres. Joan i Anna tenen el seu primer fill, és una nena i li posen Anna Maria, neix el 28 de juliol de l'any 1970. Tres anys després, el 3 d'agost de 1973 neix el seu segon fill, un nen al que posen Joan. El 12 de maig de 1976 compren la meitat de l'antic Sindicat. Llavors es divideix el local en dues meitats, la primera manté el tipus tradicional de negoci mentre que la segona es crea un reservat. En els anys de transició política, uns quants professionals d'hostaleria de la província de Tarragona, redacten uns estatuts i formen l'Associació d'Hoteleria de Tarragona. Òrgan en el que Joan Amaré Gisbert ha tingut un paper decisiu en la seva formació i és el delegat a la zona del Baix Ebre.
Joan i Anna volen donar una altra imatge al local, amb una tendència més avantguardista. És l'empresa local Sabate Jara qui obrarà un nou edifici, els baixos seran destinats a bar-restaurant, amb pisos familiars i altres disposicions de l'empresa. Les obres comencen el juliol de l'any 1978. L'any 1979 és un any de transició en el negoci, la malaltia de Joan pare, la situació provisional del negoci per les obres i un accident al local el maig del mateix any són fets que esdevenen per a donar responsabilitats a Joan fill i la seva dona Anna. Decideixen tancar el bar fins al maig de 1980, en què es produeix la reobertura. El Pare Romanyà junt amb altres científics de l'Observatori i amics n'han fet la benedicció i en comparteixen l'alegria. Més endavant s'incorporen a l'equip de treball Anna Maria i Joan, els nets.

## Premis i reconeixements
- 2007 - Premi de Turisme de Catalunya[6]